# Faliscs
Els faliscs eren els habitants de Falerii. Tot i que alguns autors antics donaven als faliscs el caràcter d'un poble diferenciat (als que assignen les ciutats de Falerii i Fescennium) no va tenir un caràcter ètnic sinó de gentilici. Fescennium era una ciutat dependent de Falerii i per això els seus habitants eren també anomenats faliscs. Estrabó parla de dues ciutats diferents: Falerii i Faliscum; però això fou probablement un error (o una confusió amb Fescenium o bé la ciutat d'Aequum Faliscum que és esmentada per Virgili i Sili Itàlic com Aequi Falisci) corregit per Gai Juli Solí i Esteve de Bizanci.
Aliats de Veïs, juntament amb Capena i Tarquínia, foren derrotats per les legions romanes l'any 296 aC o el 358 des de la fundació de Roma ("Ab urbe condita") i s'afanyaren a signar les paus.